# Rosport-Mompach
Rosport-Mompach (Luxemburgs: Rouspert-Mompech) is een gemeente in het Luxemburgse kanton Echternach. 

## Geschiedenis
De gemeente is op 1 januari 2018 gevormd door de fusie van de gemeenten Mompach en Rosport en telde toen 3.670 inwoners.

## Plaatsen in de gemeente
- Born
- Boursdorf
- Dickweiler
- Girst
- Girsterklaus
- Givenich
- Herborn
- Hinkel
- Lilien
- Moersdorf
- Mompach
- Osweiler
- Rosport
- Steinheim